# (69990) 1998 WU31
(69990) 1998 WU31, também escrito como (69990) 1998 WU31, é um objeto transnetuniano que foi descoberto no dia 18 de novembro de 1998 por Marc W. Buie usando o Observatório Nacional de Kitt Peak. Ele é classificado como um plutino, pois, este objeto está em uma ressonância orbital de 02:03 com o planeta Netuno. o mesmo possui uma magnitude absoluta (H) de 8 e, tem cerca de 96 km de diâmetro.

## Órbita
A órbita de (69990) 1998 WU31 tem um semieixo maior de 39,469 UA e um período orbital de cerca de 248 anos. O seu periélio leva o mesmo a 46,997 UA do Sol e seu afélio a uma distância de 45,012 UA.